# Station Olette - Canaveilles-les-Bains
Station Olette - Canaveilles-les-Bains is een spoorwegstation in de Franse gemeente Olette op het traject van de Villefranche-Vernet-les-Bains - Latour-de-Carol (in de volksmond de 'Gele trein').